# Средњоевропско време
| светло плава  | Западноевропско време, Гриничко средње време ()                                     |
| плава         | Западноевропско време, Гриничко средње време (UTC+0) Западноевропско летње време () |
| розе          | Средњоевропско време, Западноафричко време ()                                       |
| црвена        | Средњоевропско време () Средњоевропско летње време ()                               |
| жута          | Калињинградско време ()                                                             |
| златна        | Источноевропско време () Источноевропско летње време ()                             |
| светло зелена | Further-eastern European Time, Московско време, Турско време ()                     |

Средњоевропско време (енгл. Central European Time – CET) је једно од имена за временску зону UTC+1. Користе је већина европских и северно афричких земаља. Већина користе и Средњоевропско летње време (енгл. Central European Summer Time – CEST) (UTC+2).

## Коришћење
Земље које користе целе године Средњоевропско време:
- Алжир
- Ангола
- Бенин
- Габон
- Демократска Република Конго (западни део)
- Екваторијална Гвинеја
- Камерун
- Намибија
- Нигер
- Нигерија
- Тунис
- Централноафричка Република
- Чад

Земље и територије које зими користе Средњоевропско време, а за време лета од последње недеље у марту до последње недеље у октобру користе Средњоевропско летње време (додаје се један сат, UTC+2) су:
- Албанија
- Андора
- Аустрија
- Белгија
- Босна и Херцеговина
- Ватикан
- Гибралтар
- Данска
- Италија
- Лихтенштајн
- Луксембург
- Македонија
- Малта
- Мађарска
- Монако
- Норвешка
- Немачка
- Пољска
- Сан Марино
- Словенија
- Словачка
- Србија
- Холандија
- Хрватска
- Француска
- Црна Гора
- Чешка
- Шпанија (без Канарских острва)
- Швајцарска
- Шведска